# Waka (poesia)
Waka significa literalmente "poesia", em língua japonesa.
O termo foi cunhado para diferenciar o estilo nativo daqueles oriundos da China, vigentes à época do Período Nara e Período Heian, designando desde o início, várias formas poéticas, sendo as principais o Tanka e o Choka.